# Jarmila Veselá (právnička)
Jarmila Veselá (29. listopadu 1899 Praha – 2. ledna 1972 Praha) byla česká právnička zabývající se trestním právem, první docentka na právnické fakultě University Karlovy v Praze.

## Život
Vystudovala právnickou fakultu Univerzity Karlovy a 2. června 1923 byla promována doktorkou práv jako jedna z prvních žen v Československu (úplně první byla Anděla Kozáková-Jírová). Poté byla postupně praktikantkou u pražského okresního trestního soudu pro přestupky a konceptní silou u ministerstva spravedlnosti, aby se roku 1926 stala pod vedením profesora Miřičky asistentkou nově zřízeného Kriminologického ústavu právnické fakulty. Zde se zabývala písmoznalectvím a spolupracovala mj. s tehdejším docentem Vladimírem Solnařem. V oboru československého práva a řízení trestního se habilitovala již o dva roky později, čímž se stala první docentkou na pražské právnické fakultě. Byla též členkou Československé společnosti pro právo trestní a redaktorkou jejího věstníku.
Postupně se kromě dosavadních obvyklých kriminologických studií a analýz začala zaměřovat na eugeniku, zkoumala dědičné předpoklady pro trestnou činnost, přičemž vyjádřila jisté sympatie pro závěry tehdejší vědy v nacistickém Německu. Koncem třicátých let také vydala studii, v níž s ohledem na dosavadní poznatky o „dědičném zatížení zločinců“ provedla srovnání právní úpravy sterilizace v různých státech a uvažovala o přenesení především německých zkušeností do československého práva. Během protektorátního období, kdy byly české vysoké školy uzavřeny, se stala nejdříve vedoucí kriminálně-biologického oddělení České eugenické společnosti, jejíž členkou už před válkou byla, a po roce 1942 asistentkou v Kriminologickém ústavu právnické fakulty Německé univerzity. Po porážce Německa byla vyšetřována fakultní disciplinární komisí, obvinění z kolaborace byla zproštěna, ale k výuce a vědecké činnosti se již vrátit nemohla.

## Dílo
- Význam pohnutky a smýšlení pro třídění trestných činů a trestů (1928)
- Obviněný jako předmět trestního řízení a psychologické methody zjišťování skutkových okolností (1928)
- Lhůty v trestním řízení (1933)
- Československé trestní zákony platné v zemi České a Moravskoslezské. Komentář (1935)
- O výkladu trestních zákonů (1937)
- O hospodářském vyzvědačství (1937)
- Třaskaviny (1938)
- Sterilisace: problém populační, sociální a kriminální politiky (1938)
- Německé trestní řízení (1939)
- Trestní právo německé všeobecně platné na území Protektorátu Čechy-Morava (1939)